# Afghanistan op de Olympische Zomerspelen 1972
Afghanistan nam deel aan de Olympische Zomerspelen 1972 in München. Het was de zevende deelname van Afghanistan aan de Olympische Spelen.
Er werd voor de vierde keer deelgenomen in het worstelen, voor de derde opeenvolgende keer de enige sport waarin Afghanen op de Spelen uitkwamen. Mohammad Ebrahimi was de eerste Afghaan die voor de derde keer deelnam, in 1964 en 1968 was hij ook present. Net als bij de zes voorgaande deelnames werd er geen medaille gewonnen.

## Deelnemers en resultaten

### Worstelen
| Olympiër (deelname)    | Discipline                        | Resultaat | Prestatie                                                                                                 |
| ---------------------- | --------------------------------- | --------- | --- |
| Alam Mir               | grieks-romeins, bantamgewicht (m) | 23e       | 1e ronde: V van URS Kazakov 2e ronde: V van YUG Covic: fall                                               |
| Mohammad Ebrahimi (3)  | grieks-romeins, vedergewicht (m)  | 19e       | 1e ronde: V van GRE Stylianos Migiakis: fall                                                              |
| Djan-Aka Djan (2)      | grieks-romeins, lichtgewicht (m)  | 11e       | 1e ronde: V van DEN Weirum: 1-3 2e ronde: W van MEX Bremauntz: fall 3e ronde: V van FRG Schöndorfer: fall |
| Mohammad Arref         | vrije stijl, vlieggewicht (m)     | 18e       | 1e ronde: V van URS Alakhverdijev: 1-3 2e ronde: V van JPN Kiyomi Kato: 0-4                               |
| Ghulam Sideer          | vrije stijl, bantamgewicht (m)    | 14e       | 1e ronde: W van YUG Risto Darlev: fall 2e ronde: V van CUB Ramos: 1-3 3e ronde: V van IND Premnarh: fall  |
| Ahmad Djan (2)         | vrije stijl, vedergewicht (m)     | 15e       | 1e ronde: V van JPN Abe 2e ronde: W van SUI Tanner: 3-1 3e ronde: V van FRG Weisenberger: 1-3             |
| Shakar Khan Shakar (2) | vrije stijl, weltergewicht (m)    | 18e       | 1e ronde: V van SWE Karlsson: fall 2e ronde: V van PAK Yaghoub: loting                                    |
| Ghulam Dastagir (2)    | vrije stijl, wmiddengewicht (m)   | 23e       | 1e ronde: V van SWE Elmgren: fall 2e ronde: V van POL Wypiorczyk: fall                                    |

* Ali Ewaz was ingeschreven voor deelname, maar nam niet aan de wedstrijden deel.
Afghanistan · Albanië · Algerije · Amerikaanse Maagdeneilanden · Argentinië · Australië · Bahama's · Barbados · België · Bermuda · Birma · Bolivia · Bondsrepubliek Duitsland · Brazilië · Brits-Honduras · Bulgarije · Canada · Ceylon · Chili · Colombia · Congo-Brazzaville · Costa Rica · Cuba · Dahomey · Denemarken · Dominicaanse Republiek · Duitse Democratische Republiek · Ecuador · Egypte · El Salvador · Ethiopië · Fiji · Filipijnen · Finland · Frankrijk · Gabon · Ghana · Griekenland · Groot-Brittannië · Guatemala · Guyana · Haïti · Hongarije · Hongkong · Ierland · IJsland · India · Indonesië · Iran · Israël · Italië · Ivoorkust · Jamaica · Japan · Joegoslavië · Kameroen · Kenia · Khmerrepubliek · Koeweit · Lesotho · Libanon · Liberia · Liechtenstein · Luxemburg · Madagaskar · Malawi · Maleisië · Mali · Malta · Marokko · Mexico · Monaco · Mongolië · Nederland · Nederlandse Antillen · Nepal · Nicaragua · Nieuw-Zeeland · Niger · Nigeria · Noord-Korea · Noorwegen · Oeganda · Oostenrijk · Opper-Volta · Pakistan · Panama · Paraguay · Peru · Polen · Portugal · Puerto Rico · Roemenië · San Marino · Saoedi-Arabië · Senegal · Singapore · Soedan · Somalië · Sovjet-Unie · Spanje · Suriname · Swaziland · Syrië · Taiwan · Tanzania · Thailand · Togo · Trinidad en Tobago · Tsjaad · Tsjecho-Slowakije · Tunesië · Turkije · Uruguay · Venezuela · Verenigde Staten · Vietnam · Zambia · Zuid-Korea · Zweden · Zwitserland